# Kerry Norton
Pour les articles homonymes, voir Kerry et Norton.
Kerry Norton, née le 25 décembre 1973 à Sunbury dans le Surrey, est une actrice britannique.

## Filmographie
- 1995 : Demonsoul : Erica Steele
- 1996 : Sabrina, the Teenage Witch (série télévisée) : Lulu
- 1996 : Virtual Terror : Caroline Jarvis
- 1997 : The Weird Al Show (série télévisée) : la contortioniste #1 (5 épisodes)
- 2001-2002 : Les Condamnées (série télévisée) : Maxi Purvis (17 épisodes)
- 2003 : The Devil's Tattoo : Annie
- 2004 : La Loi de Murphy (série télévisée) : Polly McKenna
- 2004-2006 : EastEnders (série télévisée) : infirmière Rosa (4 épisodes)
- 2006 : Masters of Horror (série télévisée) : Anne
- 2005-2009 : Battlestar Galactica (série télévisée) : Layne Ishay (10 épisodes)
- 2012 : Filly Brown : Amanda Hutchinson
- 2014 : Attack on Space (court métrage) : Carla Jaeger
- 2014 : Speed Dating (court métrage) : Pippa
- 2015 : The Pavement (court métrage) : l'épouse
- 2015 : Highway 31: Miss Your Love (Video short) : Mrs. O'Neil
- 2016 : ToY : Kat
- 2016 : Sing For Your Supper (court métrage) : l'acheteuse de fruits
- 2016 : A Journey to a Journey : professeure Susan Robards
- 2016 : Berlin Station (série télévisée) : l'agent du FBI
- 2016 : Untitled Sarah Silverman Project (téléfilm) : Helen, l'agent de bord
- 2001-2017 : Casualty (série télévisée) : Judith Crompton / 'Sporty Spice' (2 épisodes)
- 2019 : Dead Trust : DI Sharon McNeill